# Följ med mig fram till korset, där Jesus för dig led
Följ med mig fram till korset, där Jesus för dig led är en sång med text från 1893 av John Lawley och musik av William Bradbury.

## Publicerad i
- Musik till Frälsningsarméns sångbok 1907 som nr 91.
- Frälsningsarméns sångbok 1929 som nr 112 under rubriken "Helgelse - Helgelsens verk".
- Frälsningsarméns sångbok 1968 som nr 148 under rubriken "Helgelse".
- Frälsningsarméns sångbok 1990 som nr 398 under rubriken "Helgelse".